# Éric Viellard
Pour les articles homonymes, voir Viellard.
Éric Viellard est un acteur français, né à Suresnes le 19 septembre 1962.

## Filmographie

### Cinéma

#### Longs métrages
- 1982 : L'Abîme des morts vivants  de Jesús Franco
- 1983 : À nos amours de Maurice Pialat
- 1986 : Princess Academy de Bruce A. Block
- 1987 : L'Ami de mon amie de Éric Rohmer
- 1988 : Erreur de jeunesse de Radovan Tadic
- 1993 : Taxi de nuit de Serge Leroy
- 1994 : Un dimanche à Paris de Hervé Duhamel
- 1995 : Sept en attente de Françoise Etchegaray
- 1995 : Les Menteurs de Élie Chouraqui
- 2001 : Sexes très opposés de Éric Assous
- 2001 : L'Anglaise et le Duc de Éric Rohmer
- 2002 : Toutes les filles sont folles de Pascale Pouzadoux
- 2003 : Le genre humain : les Parisiens de Claude Lelouch
- 2004 : Le Courage d'aimer de Claude Lelouch
- 2012 : Möbius de Eric Rochant
- 2016 : Parenthèse de Bernard Tanguy
- 2017 : Aurore de Blandine Lenoir
- 2018 : Place publique d'Agnès Jaoui
- 2018 : Les Bonnes intentions de Gilles Legrand
- 2022 : La Dégustation d'Ivan Calbérac
- 2024 : La Petite Vadrouille de Bruno Podalydès
- 2025 : Aimons-nous vivants de Jean-Pierre Améris

#### Courts métrages
- 1996 : Des goûts et des couleurs d'Éric Rohmer

### Télévision

#### Téléfilms
- 1985 : Jeu, Set et Match de Michel Wyn
- 1989 : Marat de Maroun Bagdadi
- 1991 : Les cahiers bleus de Serge Leroy
- 1993 : Les aventures du jeune Indiana Jones : Georges Braque
- 2005 : La Légende vraie de la tour Eiffel (docufiction)
- 2012 : Clemenceau
- 2014 : Paradis amers
- 2015 : Au revoir... et à bientôt !
- 2016 : Meurtres à Grasse
- 2017 : Quelque chose a changé
- 2017 : Crime dans les Alpilles :  Édouard Descalis
- 2018 : Les Michetonneuses d'Olivier Doran
- 2021 : Meurtres à Marie-Galante de Marc Barrat

#### Séries télévisées
- 1996 : Julie Lescaut, épisode 2 saison 5 Crédit Revolver de Josée Dayan : Étienne Danjou
- 1998-2003 : La Kiné
- 2000 : Sous le soleil : Grégoire
- 2006 : Joséphine, ange gardien
- 2007 : Fais pas ci, fais pas ça, saison 2, épisodes 3 à 6 : Legendre
- 2010 : La Maison des Rocheville
- 2011 : Rani
- 2012 :  Toussaint Louverture
- 2018 : Il était une seconde fois de Guillaume Nicloux

## Théâtre
- 2001 : Emy's view
- 2006 : Amitiés sincères de François Prévôt-Leygonie et Stéphan Archinard, jouée au Théâtre Édouard-VII, à Paris, en 2006 au théâtre.
- 2009 : Douze hommes en colère de Reginald Rose, mise en scène Stéphan Meldegg, théâtre de Paris
- 2014 :  Un drôle de père de Bernard Slade, mise en scène Jean-Luc Moreau
- 2019 : La Dégustation de Ivan Calbérac, mise en scène de l'auteur, théâtre de la Renaissance